# 米倉迪夫
米倉 迪夫（よねくら みちお、1945年 - ）は、日本の美術史学者。東京文化財研究所名誉研究員。
専門は日本の中世絵画史。

## 来歴
埼玉県立熊谷高等学校を経て、国際基督教大学教養学部を卒業後、東京芸術大学大学院修士課程を修了。東京国立文化財研究所を経て、上智大学国際教養学部教授。2010年3月、同大学を定年退職。
1995年には『源頼朝像 沈黙の肖像画』において、神護寺三像の「源頼朝像」と伝えられる肖像画が、実際には「足利直義像」であるとする説など三像の像主比定に異論を提唱し、美術史や歴史学界に大きな影響を与えた事で知られる。

## 著作
- 『源頼朝像 沈黙の肖像画（平凡社ライブラリ）』（平凡社 2006年）
- 『絵は語る(4) 源頼朝像 沈黙の肖像画』（平凡社 1995年）